# Vladimir Tatichtchev
Le comte Vladimir Sergueïevitch Tatichtchev (Влади́мир Серге́евич Тати́щев, orthographe désuète : Tatischeff utilisée par ses descendants en France), né le 11 mai 1865 et mort le 28 août 1928, est un banquier et homme d'affaires russe, fonctionnaire de missions spéciales du ministère des Finances de l'Empire russe.

## Biographie
Tatichtchev est le fils du conseiller d'État effectif, le comte Sergueï Dmitrievitch Tatichtchev, et de son épouse Maria Vladimirovna, née Jeltoukhina, fille du général d'infanterie Vladimir Jeltoukhine (1798-1878).
Il étudie à la prestigieuse école de cavalerie Nicolas, puis entre dans la fonction publique. Il est député de la noblesse du gouvernement d'Oriol. En 1892, il est maréchal de la noblesse de l'ouïezd de Minsk. Il doit sa carrière de banquier à son frère Sergueï, haut fonctionnaire, qui aide Vladimir à obtenir un poste de représentant du ministère des Finances à la banque foncière de Kharkov. Il est président du conseil d'administration et directeur général de la banque unie de Moscou (1909-1917). Il est aussi président du conseil d'administration de la Société moscovite des voies d'accès, président du conseil d'administration de la Société de production et de négoce de produits en caoutchouc Bogatyr, président de la Compagnie de commerce et d'industrie en Perse et en Asie centrale, de la Compagnie moscovite immobilière de construction, de la Compagnie moscovite d'industrie du bois ; il est directeur de la Société d'assurances de Moscou et membre du conseil d'administration de la Société d'équipements électriques de Saint-Pétersbourg.
Avec l'aide du ministre de l'Intérieur, Alexandre Khvostov, il fait transmettre en 1916 un important pot-de-vin en petites coupures marquées à l'affairiste Ivan Manassievitch-Manouïlov, ce qui conduit à l'arrestation de ce dernier et à la destitution immédiate de Khvostov.
Après la révolution d'Octobre, il s'enfuit en Crimée qui est encore tenue par les Blancs et devient vice-ministre des Finances du premier gouvernement régional criméen de Soulkévitch.
Il émigre en France avec sa famille dans les derniers bateaux en partance de Sébastopol vers Constantinople, lorsque les Rouges envahissent la Crimée en 1919.
Il meurt le 28 août 1928 à bord du navire Dumbea en mer Rouge. Il est enterré au cimetière russe de Sainte-Geneviève-des-Bois.

## Famille
Le comte Vladimir Tatichtchev s'est marié deux fois; une première fois (1886) avec Alexandra Alexandrovna Volodimerova (1866-1945) dont il a quatre enfants : Nikolaï (1888-1918); Maria (1890-1967) qui épouse en premières noces (1915) Vsevolod Viktorovitch Brianski (1890-1948) et en secondes noces (1929) Mikhaïl Ilitch Izerguine (1875-1953) ; Natalia (1892-1975), épouse (1912) d'Ivan Sergueïevitch Khvostov (1899-1955) ; Alexandre (1897-1967) marié deux fois et père de trois enfants. De sa seconde union, Vladimir Tatichtchev a un fils, Vladimir né en 1901, et une fille, Margarita (1902-1983).
Vladimir Taticthev est le frère du comte Sergueï Tatichtchev.